# Gerd Friedsam

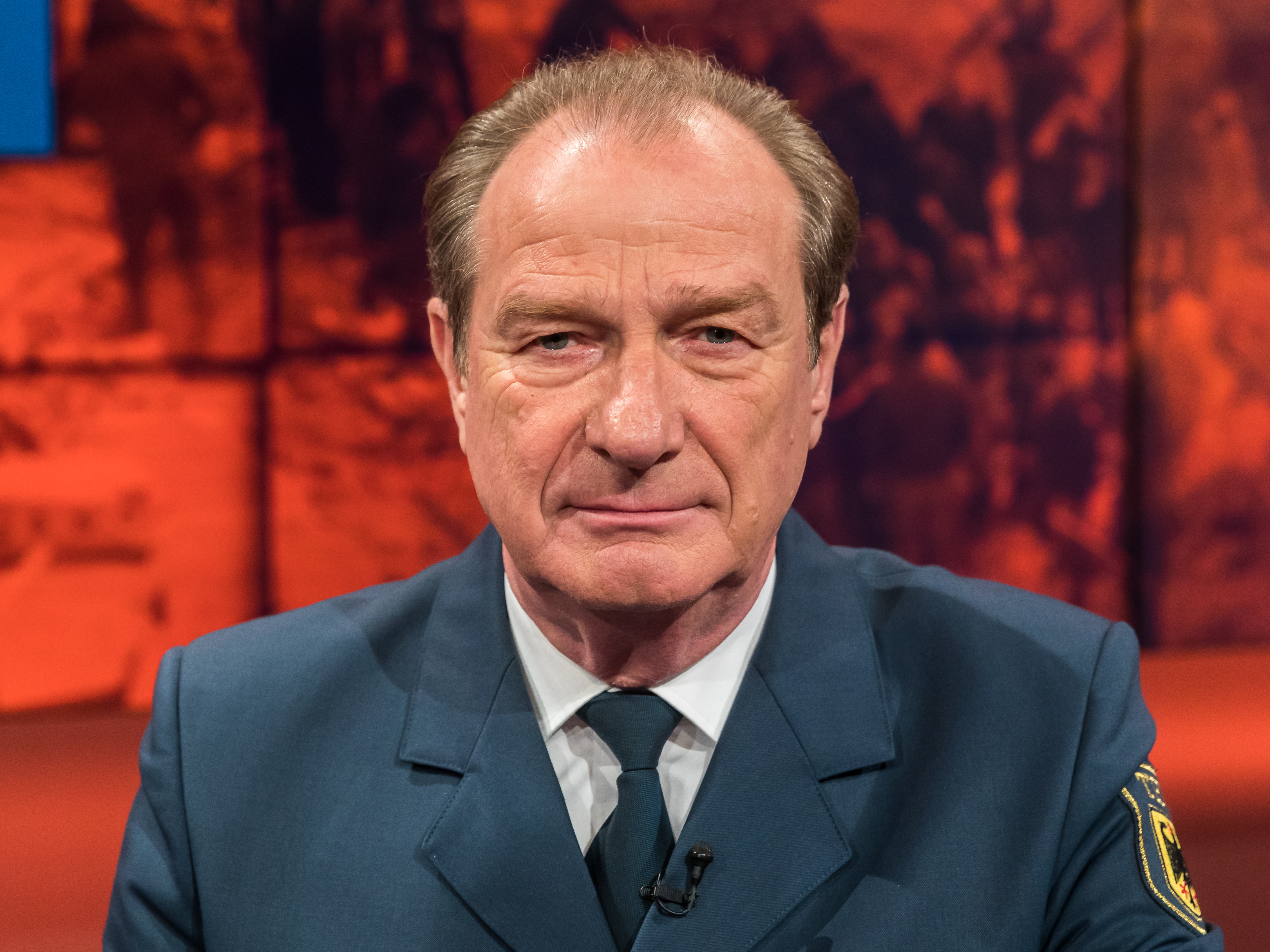
Gerd Friedsam, 2023

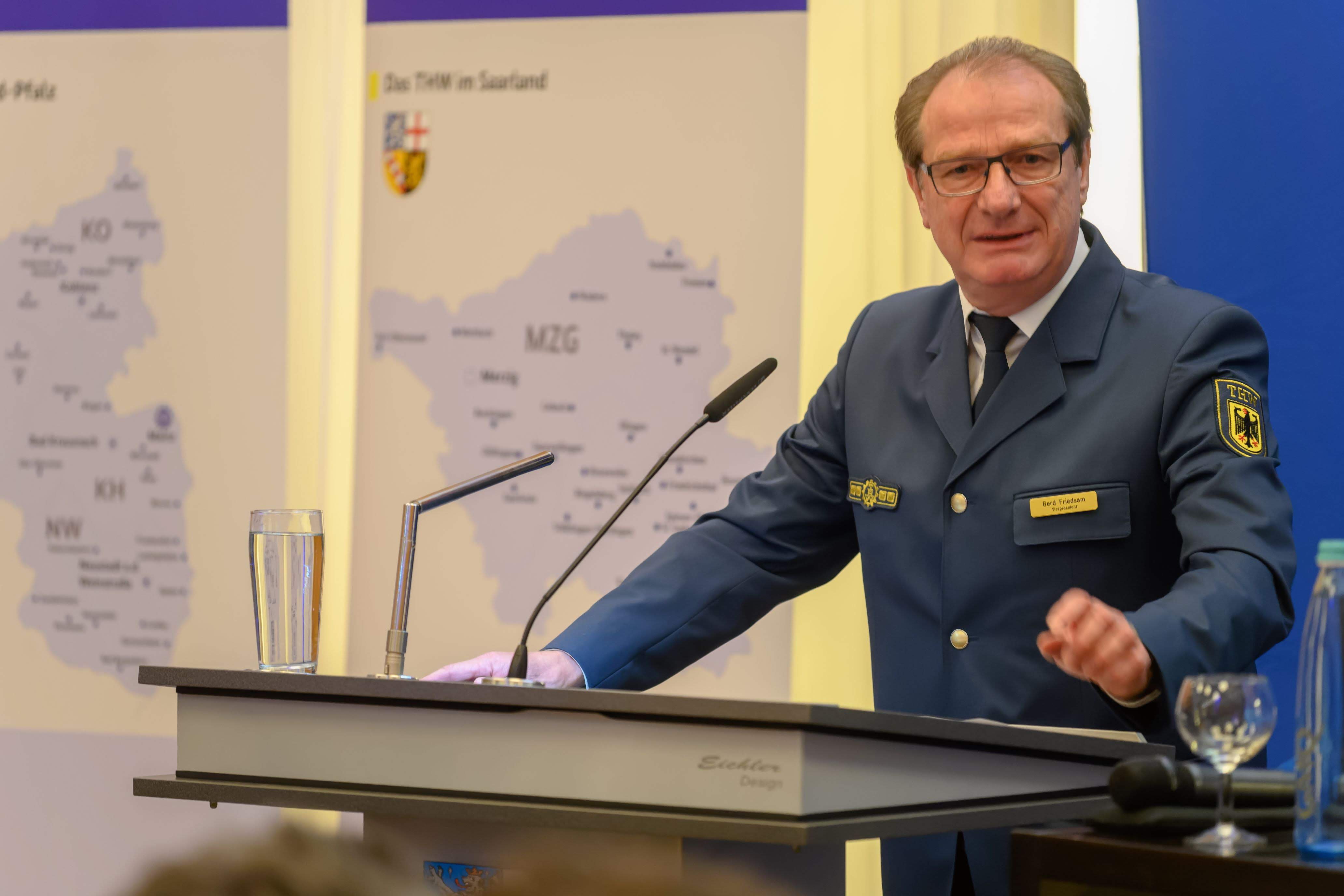
Gerd Friedsam als THW-Vizepräsident bei einem parlamentarischen Abend (2019)

Gerd Friedsam (* 1957 in Oberdürenbach, Landkreis Ahrweiler) war seit Anfang 2020 bis Ende Juni 2023 Präsident der Bundesanstalt Technisches Hilfswerk (THW). Zuvor war er seit 2011 Vizepräsident unter Albrecht Broemme.

## Leben und Wirken
Gerd Friedsam trat im Jahr 1986 als ehrenamtlicher Helfer ins Technische Hilfswerk ein und wechselte 1988 vom Ortsverband (OV) Frankfurt a. M. nach Stuttgart. Im Jahr 1991 wurde er Fachlehrer an der Akademie für Krisenmanagement, Notfallplanung und Zivilschutz (AKNZ). Im Jahr 1995 wurde er Referatsleiter für Auslandseinsätze der THW-Leitung in Bonn und fungierte später als Leiter des Leitungsstabes. Zeitgleich war er in den Jahren 1998 bis 2002 Ortsbeauftragter im OV Ahrweiler und Vorsitzender des lokalen Helfervereins. Zwischenzeitlich trat er die kommissarische Leitung des Landesverbands Nordrhein-Westfalen an.
Als Referatsleiter und ehrenamtlicher Helfer nahm Friedsam an zahlreichen Auslandseinsätzen teil, unter anderem im Libanon und in Afghanistan.
| Jahr | Einsatz                                          |
| ---- | ------------------------------------------------ |
| 1988 | Armenien, Erdbeben von Spitak                    |
| 1991 | Iran, Flüchtlingshilfe nach Iran-Irak-Krieg      |
| 1999 | Türkei, Erdbeben von Gölcük                      |
| 2002 | Mitteleuropa, u. a. Elbe-Hochwasser              |
| 2004 | Südostasien, Tsunami                             |
| 2006 | Vereinigte Staaten (USA), New-Orleans-Hochwasser |

Am 1. Oktober 2011 wurde Friedsam zum Vizepräsidenten des THW unter Albrecht Broemme ernannt und löste diesen am 1. Januar 2020 ab. Seine Stellvertreterin war seit 1. April 2020 Sabine Lackner, die ihn zum 1. Juli 2023 ablöste.